# Taseopteryx mesozona
Taseopteryx mesozona là một loài bướm đêm trong họ Noctuidae.